# Districte de Kerínia
El districte de Kerínia (en grec Επαρχία Κερύνειας, Eparkhia Kerínias) és un dels sis districtes de Xipre. És el districte més petit de l'illa, i la capital és Kerínia, on es troba la Girne American University. Fou ocupat per l'exèrcit turc el 1974, i és controlat per la República Turca de Xipre del Nord, que no és reconeguda internacionalment (vegeu la disputa de Xipre).
Hi ha una administració a l'"exili" en la República de Xipre que controla part de l'illa.